# Abies chensiensis var. yulongxueshanensis
Abies chensiensis var. yulongxueshanensis (Rushforth) Silba, è una rara varietà di A. chensiensis appartenente alla famiglia delle Pinaceae, endemica di una singola località della Cina, ubicata nelle montagne della prefettura di Lijiang (Lijiang Shan) appartenente alla provincia dello Yunnan. La popolazione totale di individui adulti e fertili è stimata in meno di 1000 esemplari.

## Etimologia
Il nome generico Abies, utilizzato già dai latini, potrebbe, secondo un'interpretazione etimologica, derivare dalla parola greca ἄβιος = longevo. Il nome specifico chensiensis fa riferimento allo Shaanxi, provincia della Cina dove la specie venne descritta per la prima volta. L'epiteto yulongxueshanensis fa riferimento al Yulongxue Shan, montagna alta 5996 m dove è stata rinvenuta questa sottospecie.

## Descrizione
Questa varietà differisce da A. chensiensis per i coni femminili di grandi dimensioni (lunghi 10-14 cm) e per i canali resinali che, nelle foglie dei virgulti che ospitano i coni, sono marginali.

## Distribuzione e habitat
Cresce in alta montagna a quote superiori ai 3000 m, in foreste miste di conifere.

## Tassonomia
Non si è ancora risolta completamente la classificazione di questo taxon: per esempio in Flora of China viene ancora identificato come un sinonimo di Abies ernestii var. salouenensis (Bordères & Gaussen) W.C.Cheng & L.K.Fu. In realtà è una interpretazione minoritaria e datata in quanto recenti studi filogenetici hanno stabilito che i taxon classificati come A. ernestii costituiscono dal punto di vista genetico delle varietà di A. chensiensis, in accordo con l'ipotesi della differenziazione parziale genetica di alcune popolazioni di questa specie dopo la fine dell'ultima era glaciale, a causa del loro isolamento a quote più elevate, con conseguente frammentazione dell'areale.

## Conservazione
Questa varietà è stata sottoposta in passato ad una pressione economica per l'utilizzo del suo legno in edilizia; le recenti leggi conservative promulgate dal governo cinese hanno fatto cessare la deforestazione, anche in considerazione che vegeta in un'area naturale protetta che è una delle meglio conservate della Cina. Per questo motivo, nonostante la ridotta popolazione e l'areale ristretto ad una singola località di vegetazione, viene classificata come specie a rischio minimo (least concern in inglese) nella Lista rossa IUCN, anche se si raccomandano ulteriori indagini scientifiche per individuare eventuali rischi specifici che possano indurre ad una futura variazione dello stato di conservazione.